# خطة ماليزيا الثانية

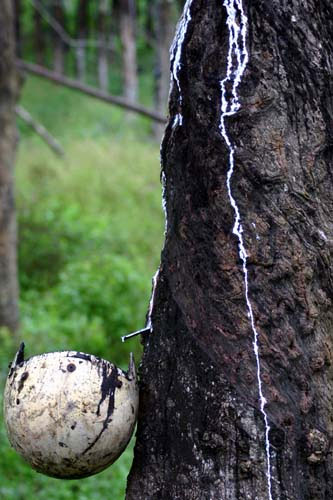
تنوع المحاصيل خلال خطة ماليزيا الثانية، والذي أدى إلى تراجع زراعة المطاط وازدهار زراعة نخيل الزيت

خطة ماليزيا الثانية (بالملايوية: Rancangan Malaysia Kedua)، هي خطة تنمية اقتصادية لتنمية الاقتصاد الماليزي، قدمتها حكومة ماليزيا بهدف تطبيق السياسة الماليزية الاقتصادية الحديثة (NEP). امتدت الخطة ما بين عامي 1971 و1975، حيث كانت تسعى لإعادة تشكيل المجتمع الماليزي؛ بحيث تَحُد من الهيمنة الأجنبية بصفة عامة، والهيمنة الصينية بصفة خاصة، على الاقتصاد الماليزي، بغية تحسين الأوضاع الاقتصادية لسكان ماليزيا الأصليين.
كانت هذه الخطة خلفًا لخطة ماليزيا الأولى التي سعت أيضاً لحل مشكلة الفقر وتحسين أوضاع السكان المعيشية، إلا أن هذه الخطة الأولى حققت نجاحاً محدودًا، وهو ما حدى بالبعض إلى الزعم بأنه أدى إلى نشوب أحداث 13 مايو عام 1969. ومقارنةً بالخطة الأولى، فقد حققت خطة ماليزيا الثانية نجاحاً باهراً، من حيث ميلها لإشراك الماليزيين في اقتصاد بلدهم.

## خلفية تاريخية
بالرغم من أن الماليزيين الأصليين كانوا دائمًا ما يمثلون الشريحة الأكبر من السكان، إلا أن قوتهم الاقتصادية لم تكن متكافئة مع عددهم. ففي عام 1970، كان عرق البوميبوترا (السكان الأصليون) يمتلك 1.9% فقط من إجمالي اقتصاد ماليزيا، بينما تحكم الماليزيون غير الأصليين بنسبة 37.4% من الاقتصاد كان معظمها بيد الصينيين الماليزيين، أما النسبة المتبقية فكانت بيد الأجانب. ونتيجة لهذه الهوة السحيقة وسعيًا لتحسين أوضاع الماليزيين فإن المادة 135 من الدستور تنص على أن الدولة ملزمة بتحديد نصيب السكان من المنح الدراسية، والوظائف في القطاعات الخدمية المدنية، وما إلى ذلك. وبالرغم من أن خطة ماليزيا الأولى كانت ترمي لإفادة الماليزيين عن طريق توفير التسهيلات والخدمات الضرورية لهم من جهة، ومساعدتهم على استغلال تلك الخدمات والتسهيلات من جهة أخرى، فإن تلك الخطة فشلت في تغيير عدم التوازن الاقتصادي الحاصل آنذاك. وعلى صعيدٍ آخر، فقد تسببت هذه الخطة الأولى في غضب السكان الغير ماليزيي الأصل، حيث كان أغلبهم يؤيد أحزاب المعارضة التي كانت تفضل الحد من - أو حتى التخلص من - التمييز الإيجابي الذي تمتع به عرق البومي بيوترا بعد الانتخابات العامة التي أجريت في عام 1969، حيث حققت الأحزاب المعارضة، مدعومة بالصينيين، التي أيدت خفض أو إلغاء سياسات التمييز الإيجابي الماليزية، مكاسب هائلة في البرلمان بعد أن حرمت الحكومة تقريبًا من ثلثي الأغلبية البرلمانية اللازمة لتعديل الدستور. واحتفالًاً بهذا النصر السياسي، نَظَّمَ الحزب الوطني الديمقراطي (DAP) وحزب الحركة الشعبية الماليزية (Gerakan)، اللذان عارضا السياسات الحكومية الاقتصادية التي ينصب اهتمامها على الماليزيين، مسيرة للاحتفال بانتصارهما في البرلمان. لكن المسيرة تحولت إلى أحداث عنف بعد أن وصف المشاركون فيها الماليزيين، الذين كانوا يشاهدونهم، بأوصاف عنصرية. ومن ثمَّ، نظمت منظمة الملايو الوطنية المتحدة (UMNO)، مسيرة خاصة بها بهدف "تلقين الصينيين درسًاً. ولسوء الحظ فقد تحولت تلك المظاهرات إلى أعمال عنف وشغب استمرت على مدار يومين وأسفرت، طبقاً للرواية الرسمية، عن سقوط مئتي قتيل. وعلى الرغم من أن الروايات الأخرى تتحدث عن عدد أكبر من القتلى، فإن جميع الروايات، الرسمية وغير الرسمية تؤكد تشريد آلاف المواطنين الصينيين. وتعقيباً على هذه الأحداث أُعلِنَت حالة الطوارئ في البلاد، وعُطلت جلسات البرلمان، وأُسِس مجلس العمليات الوطني (NOC) لتولي حكم البلاد بصورة مؤقتة. وكان هذا المجلس من وضع كلٍ من الخطة الماليزية الثانية والخطة الاستشرافية التمهيدية.
كانت الخطة الماليزية الخمسية التي بدأت في عام 1971 وانتهت في عام 1975، خطة تنموية اقتصادية، ً بدأتها حكومة الملايو الفيدرالية، واستؤنفت بعد ذلك تحت رعاية الحكومة الماليزية بالتعاون مع أقاليم صباح، سراوق، سنغفورة. ولم تكن هذه هي الخطة الإنمائية الخمسية الوحيدة بماليزيا، فقد سبقتها خطة ماليزيا الأولى (1966 - 1970)، ولكن على العكس من نظيرتها الأولى، توسعت تلك الخطة في الإنفاق على الزراعة والأماكن الريفية، ومشروعات تنمية واستصلاح الأراضي، والبنية التحتية، وكذلك الخدمات الاجتماعية. وقد كان الهدف المُعلَنُ لتلك الخطة هو تقديم تسهيلات وإتاحة فرص لسكان المناطق الريفية حتى تتحقق لهم الرفاهية الإقتصادية والإجتماعية. وقد عزى بعض الخبراء، هذا التوسع في الإنفاق إلى خوف الاتحاد الحاكم من غضب القاعدة الانتخابية الماليزية من سكان الريف بشأن تباطؤ خطط التنمية الاقتصادية، والذي كان بدوره سبباً رئيسياً في النجاح العسير الذي حققه الاتحاد في الانتخابات العامة لعام 1959.
وبعدما تمكن مجلس العمليات الوطني (NOC) من الإمساك بزمام السلطة في البلاد، بادر المجلس بتقديم سياسة اقتصادية جديدة (NEP)، كان هدفها المُعلَن هو «القضاء على الفقر» و«التخلص من تخصص الأعراق في مهام اقتصادية معينة» عن طريق «التوسع الاقتصادي السريع». فقد كانت السياسة الاقتصادية الجديدة ترمي إلى تمكين عرق البومي بيوترا من 30% من الاقتصاد الماليزي في خلال عشرين عاماً.
وبالإضافة إلى السياسة الإقتصادية الجديدة، كانت هناك الخطة الاستشرافية التمهيدية، والتي كانت معدة تقريباً للأغراض نفسها، حيث وضع العام 1990 تاريخاً لانتهاء العمل بالسياستين، في حين مرر البرلمان الخطة الماليزية الثانية، لتنفيذ هاتين السياستين أيضاً.

## إعادة هيكلة الاقتصاد
ضاعفت خطة ماليزيا الثانية من اهتمام الحكومة بالملف الاقتصادي، بهدف زيادة الاقتصاد الذي يديره الماليزيون، وخاصةً في مجالي الصناعة والتعدين. إلا أنها حاولت عدم المساس بالاقتصاد الصيني بطريقة مباشرة، عن طريق وضع خطة لتنمية اقتصادية ضخمة، تشمل الاقتصاد الماليزي وغير الماليزي بطريقة منظمة، بينما كانت الحكومة تتبنى مشروعات أخرى موازية تعنى بزيادة نصيب الماليزيين، وحدهم، من الاقتصاد.
خُصِصَّت 7.25 مليارات رينغيت ماليزي لتمويل الخطة الثانية. وبالرغم من أن هذا المبلغ كان يعتبر أقل من ميزانية الخطة الأولى والتي بلغت 10.5 مليار رينغيت ماليزي، فإن الخطة الثانية كانت تهدف للوصول لنتائج أكبر بشأن تقليل معدل الفقر، وزيادة توظيف الماليزيين في القطاع الخاص، عن طريق تخفيف القيود والضرائب عن الشركات التي تفيد في توظيف أو تمليك الماليزيين.
وبحسب أحد المهتمين بالشأن الاقتصادي الماليزي، فقد «كان واضحاً للعيان أن غير الماليزيين يحتكرون الصناعات الخاصة والتوظيف التجاري»، في وقت إعلان الخطة الثانية، كما أن معظمهم كان يعيش في الحضر آنذاك. وبالتالي كانت الصناعات الحديثة، بما في ذلك الصناعة والصرافة وأسواق المال والمطاط والقصدير، تحت هيمنة الأجانب. وعلى صعيدٍ آخر، كان الماليزيون متركزين في المناطق الريفية حيث كان ينصب اهتمامهم على أعمال الزراعة بصفةٍ عامة، وزراعة الأرز بصفةٍ خاصة، إلى جانب الصيد، مع اتجاه طفيف لصناعة المطاط وزيت النخيل، وكذلك كان هناك ميل للصناعات الصغيرة، بينما كان ملاحظاً غيابهم حتى عن أصغر وظائف عمال الياقات البيضاء؛ من الموظفين؛ ففي القطاع العام، حيث كانت 80% من الوظائف تخصص لهم، لم يظهر الماليزيون إلا في الدرجات العليا من السلم الوظيفي، أضف إلى ذلك أن معظم الممتهنين بأعمال معينة، كالطب والقانون، كانوا من غير الماليزيين. وللمفارقة العجيبة، كانت سياسة الحكومة، كتلك المنصوص عليها بالمادة 153، تحد من اندماج الماليزيين في القطاع الخاص؛ عن طريق إعطائهم ميزات أكثر في القطاع العام فقط. والجدير بالذكر أن البطالة كانت متفشية في صفوف جميع الأعراق، ربما بسبب انتشار الأمية بمعدل 70% من إجمالي 275000 من العاطلين عن العمل في عام 1971، مِمَّن تتراوح أعمارهم ما بين الخامسة عشر والخامسة والعشرين. وبالتالي جاءت كلٌ من السياسة الاقتصادية الجديدة، والخطة الماليزية الثانية لحل تلك المشكلات آنفة الذكر.

## التصنيع
ضاعفت العديد من الهيئات الحكومية، التي أسست قبل انطلاق الخطة الثانية، من مشاركتها في الاقتصاد الماليزي خلال فترة عمل الخطة الثانية. ومن ضمن هذه المؤسسات: الهيئة الماليزية للتطوير الصناعي (MIDA) و (MARA)، وكذلك شاركت العديد من المؤسسات التي أسست إبان عمل الخطة الثانية مثل: الهيئة الوطنية للتجارة، والهيئة الوطنية للتنمية الاقتصادية، والهيئة الوطنية لتنمية الحضر (UDA).

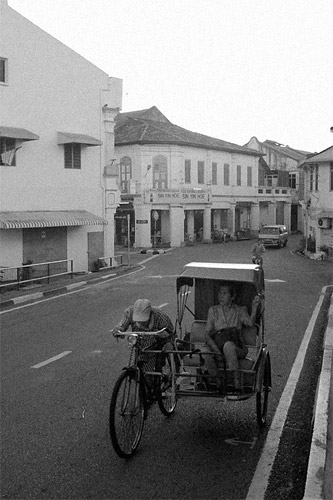
عند بدأ العمل بالخطة الثانية، كان معظم موظفو القطاع الخاص من الماليزيين الصينيين؛ إلا أن هؤلاء أيضاً لم تكن لهم ملكيات بقطاع الصناعِات الحديثة.

أسستَ الهيئة الوطنية PERNAS بهدف شراء الشركات، والمشاركة في الشركات الاستثمارية المشتركة مع القطاع الخاص، بيد أنها ركزت أيضاً على النهوض بالصناعات الوليدة، بششحيث اعتبرتها صناعات استئمانية، تتبناها الحكومة، لحين يتوفر للماليزيين رأس المال اللازم لاستلامها. وعندما أشرفت الخطة الثانية على الانتهاء، كانت الهيئة القومية (PERNAS) تمتلك 100% من أسهم ثمان شركات تعمل بمجالات التأمين، والبناء، والأعمال الهندسية، والأمن، التعدين. وكذلك أسست العديد من الشركات المشتركة مع القطاع الخاص، بهدف تنمية التعدين، والتعبئة، والسياحة، والهيئات الاستشارية.
إبان فترة عمل الخطة الثانية، قام البرلمان بتمرير قانون لتنظيم الصناعات، والذي تحتم بموجبه، على جميع المشاريع الصناعية الجديدة، التي يزيد رأس مالها عن مئة ألف رينغيت ماليزي، أو تلك التي يربو عدد العاملين بها على عشرين ألفاً، الحصول على رخصة من وزير الصناعة والتجارة. وللحصول على هذه الرخصة، كانت الشركة يجب أن تطابق الشروط المختلفة التي تفرضها الوزارة. ويبدو أن الماليزيين الصينيينشش، من أصحاب المشروعات، كانوا ش من هذا القانون، حيث أنهم كانوا يعملون تحت إشراف حكومي أقل من قبل صدور هذا القانون. بيد أن الحكومة استمرت بالعمل بهذا القانون، بعد تصريحاتها التي أكدت فيها أن هذا القانون لم يقصد به إجحاف أي جماعة أو فصيل. قُسِّمَت الشركات، في ضوء هذا القانون، إلى ثلاث مجموعات: مجموعة الشركات التي صرح لها بالعمل قبل الأول من يناير لعام 1972، ومجموعة الشركات التي صرح لها بالعمل بعد هذا التاريخ، ومجموعة الشركات التي تعمل بدون تصريح من الوزارة. وبالتالي، كان لزاماً على جميع الشركات الخاضعة لهذا القانون تقديم عروض ومقترحات للوزارة، تُبَيِّن فيها الخطة البعيدة المدى لتمليك الماليزيين30% من أسهم الشركة، مع ترك 70% بيد غير الماليزيين. كانت العروض المقبولة توضع كنموذج لعمل الشركات التي تعمل في المجال نفسه.
في الفترة التي سبقت خطة ماليزيا الثانية، كانت المناطق الصناعية تتركز في الجزء الغربي من شبه الجزيرة الماليزية، لذا اتجهت الخطة الثانية لبناء مناطق صناعية بالساحل الشرقي لشبه الجزيرة، للحد من الهجرة من الريف إلى الحضر، حيث إن الساحل الغربي كان أكثر تحضراً من نظيره الشرقي.
بحلول عام 1975، كانت الأنشطة الصناعية تمثل حوالي 16% من إجمالي الناتج المحلي لماليزيا، أي أقل ب1% من هدف الخطة الثانية. كان النمو الذي شهده قطاع التصنيع ضئيلاً في عام 1975، بسبب الركود الاقتصادي العالمي في هذا العام، إلا أن هذا النمو، يعتبر ضعيفاً إذا ما قُورِنَ بنسبة 15% التي حققتها الحكومة في عام 1974، والذي يتخطى هدف الخطة الثانية في زيادة 12.5% سنوياً. كانت الصناعات الغذائية والخشبية والكيميائية، جميعها تمثل أغلبية القطاع الصناعي بأكمله. ويرجع هذا النمو الكبير لقرار الحكومة بناء مناطق تجارية حرة، لا تخضع فيها البضائع لرسوم جمركية، كما تُصَّدر تلك البضائع للخارج أو لأي منطقة صناعية أخرى بدون دفع أية رسوم. ففي عام 1974 أعلن افتتاح مثل هذه المناطق الحرة بعدة ولايات منها:بينانق، وسلاغور وملقا. ويُلاحظ أن صناعة الإلكترونيات، والصناعات المطاطية، وصناعات الغزل والنسيج، كانت من أكثر الصناعات المتواجدة في تلك المناطق الحرة.

## التعدين
حتى أواخر سبعينيات القرن الماضي، كانت ماليزيا رابع أكبر منتج للقصدير، حيث كانت توفر حوالي 40% من إجمالي القصدير الذي تنتجه الدول غير الشيوعية. بيد أن احتياطي القصدير كان يتآكل بسرعة؛ بمعنى أن نسبة مشاركة إنتاجه بإجمالي الناتج المحلي كانت متوقعة الانهيار خلال فترة تنفيذ الخطة الثانية، بسبب تآكل احتياطي القصدير والحديد. وبالرغم من ذلك استمر كلٌ من البوكسيت والنحاس في تنشيط قطاع التعدين خلال فترة أوائل السبعينيات. وكما هو الحال في قطاع الصناعة، كانت المشاركة المالية بقطاع التعدين ضعيفة للغاية، حيث كان حوالي 70% من المجال بيد غير الماليزيين.
تأثرت ماليزيا بميراث الاحتلال البريطاني؛ فالكثير من الشركات البريطانية التي جاءت إلى البلاد في القرن التاسع عشر للتنقيب عن المعادن لا تزال مستمرة في العمل حتى الآن. أما المشاركة المالية، فقد أعيقت بسبب نزوع الشركات البريطانية، التي جاءت في القرن التاسع عشر، لتشغيل العمالة الصينية الرخيصة، وقد ظلت أغلب الأيدي العاملة بالتعدين صينية، حتى سبعينيات القرن الماضي.
بدأ النفط في المساهمة باقتصاد ماليزيا خلال فترة السبعينيات، بعدما أسست منصات النفط ومصانع تكرير النفط. بحلول عام 1975 وصل إنتاج البترول إلى 90000 برميل يومياً، أي ما يعادل 14000 متر مكعب يومياً، تنتج شركة شل معظمه. وفي عام 1974 منحت الحكومة احتكار حق امتلاك البترول والتنقيب عنه واستخراجه لشركة بتروناس الحكومية. وفي العام التالي منحت بتروناس الحق في احتكار تسويق وتوزيع جميع المنتجات البترولية، كما منحت الشركة الحق في الإشراف على شركات البترول الأخرى، مع عدم وجوب امتلاك بتروناس حصة كبيرة من أسهم تلك الشركات.
بدأ عدد الماليزيين العاملين بقطاع التعدين في الإرتفاع منذ سبعينيات القرن الماضي، بعدما شرعت الحكومة بتنفيذ الخطة الثانية. فعندما بدأت الخطة الثانية عملها، كان هناك أقل من 200000 عامل ماليزي بقطاع التعدين، ولكن في عام 1990 وصل عددهم إلى مليون عامل تقريباً، أي أكثر مما كانت تطمح به الحكومة.
فمن جانبها، كانت الحكومة تسهل استخراج تراخيص شركات التعدين للماليزيين، حرصاً منها على زيادة الملكيات الماليزية بقطاع التعدين. وفي خطوة واضحة أخرى، سعت الحكومة لتمليك عرق البومي بيوترا، عن طريق قيامها بتأميم العديد من الشركات الأجنبية؛ ونتيجة لهذا، أصبحت الشركات الحكومية تمثل 60% من قطاع التعدين في عام 1980. وإدراكاً من الحكومة بأن قطاع النفط سيفوق جميع قطاعات المعادن الأخرى؛ كانت شركة بتروناس الحكومية تعتبر شركة مملوكة لعرق البومي بيوترا، الشيء الذي أدى لتوجيه الكثير من النقد للحكومة، بدعوة أن الشركات الحكومية يجب أن تكون ملكاً للشعب بأكمله، وليس لعرق دون عرق.

## الزراعة
استمرت الخطة الثانية على نهج المبادرات التي أطلقتها الخطط الخمسية السابقة لها، فبالرغم من أن الخطة الثانية ركزت على تنمية قطاعات أخرى كالصناعة والتعدين، فإنها أيضاً اهتمت بتنمية المناطق الريفية. فقد سعت الخطة الثانية لتنويع المحاصيل التي تزرع في ماليزيا؛ ففي الكتاب الأخضر الصادر عام 1974 - ولا يجب الخلط بين هذا الكتاب والكتاب الأخضر الصادر بليبيا - ظهر إتجاه واضح لتحقيق اكتفاء غذائي ذاتي بماليزيا، عن طريق تشجيع المزارعين على زراعة الخضروات كالفاصوليا والفلفل الحار...إلخ. وفي قطاع الثروة الحيوانية وتربية الماشية كانت إدارات الطب البيطري تقوم بتوزيع منتجات مدعمة كالأبقار، والأسمدة، والشتلات والمبيدات الحشرية وكذلك مبيدات الأعشاب. كما شجعت الحكومة على الزراعة المزدوجة للأرز، حيث يستطيع المزارع زراعة الأرز مرتين سنوياً، وبالتالي يستطيع المزارع مضاعفة محصوله. وفي عام 1974 أسست هيئة المزارعين بهدف لم شمل النقابات الزراعية والهيئات الزراعية الحكومية.
كان النمو في الزراعات الصغيرة يعتبر مفتاح جوهري لتقليل معدلات الفقر بالمناطق الريفية، ولتوفير فرص عمل هناك. وقد ساهمت مؤسسات حكومية مثل الهيئة الفدرالية لتنمية الأراضي الزراعية (FELDA) في زيادة حجم وشكل التنمية الزراعية بشكل كبير. كما كلفت الهيئة الماليزيا لصناعات المطاط الصغيرة (RISDA). بمهمة تحويل صناعة المطاط لصناعة زيت النخيل عن طريق زراعة نخيل الزيت. وقد وضعت (RISDA) خطة طموحة لتنمية 150000 فدان، أي ما يعادل 610 كيلو متر مربع، خلال الخطة الثانية. ومن المعلوم أن الاقتصاد الماليزي كان يعتمد على صناعة المطاط، فقد كانت شبه الجزيرة الماليزية، وحدها، تنتج نصف إنتاج العالم من المطاط، بيد أن الكساد الكبير سبب انهياراً سريعاً في أسواق المطاط، مما سبب كساداً كبيراً في الاقتصاد الماليزي. وبالتالي لجأت الحكومة لفتح باب جديد في اقتصادها، عن طريق تحويل المطاط إلى نخيل الزيت. وبالرغم من الهدف الطموح الذي وضعته (RISDA) لتحويل الأراضي من زراعة المطاط لزراعة نخيل الزيت، بسرعة، فإن ما وصلت إليه الهيئة بنهاية الخطة الثانية لم يتجاوز تنمية 40 فداناً، لم يتحول إلا 50% منها فقط، من زراعة المطاط لزراعة نخيل الزيت.
فشلت قوانين تنمية الأراضي وإعادة التوطين، التي وضعتها الحكومة، في إنهاء الفقر بالمناطق الريفية. فقد استطاعت الحكومة تحسين أوضاع 40000 مواطن فقط من أصل 535000 أسرة، عاملة بمجال الزراعة، تعاني من تدني مستوى المعيشة. ويعزى هذا الفشل لثغرات في برنامج الحكومة؛ فلم يكن معظم المستفيدين من برامج التنمية وإعادة التوطين مِمَّن هم في أشد الحاجة لمثل تلك البرامج. أضف إلى ذلك أن الحكومة كانت تعنى أكثر بمهمة تنمية المناطق الجديدة الوعرة، بدلاً من الاهتمام بتحسين إنتاجية المزارع الموجودة أصلاً. وقد زاد الأمر تعقيداً بسبب الدستور الماليزي الذي يعطي الولايات سيطرة كبيرة على الأراضي الزراعية، الأمر الذي ألزم الحكومة بالتفاوض مع حكومة كل إقليم على حِدة. وبسبب الدستور الماليزي أيضاً، لم تستفد الأسر غير الماليزية، التي تسكن الريف، من برامج التنمية وإعادة التوطين تلك، فبموجب الدستور، تخصص أراضي للماليزيين فقط، في حين لم تكن حكومات الأقاليم تعنى بالفقراء من غير الماليزيين.
بالرغم من أن الحكومة قامت بتطوير وسائل ري الأرز بولايتي قدح وبرليس اللتين تُعتَبرَان جفنة الأرز الماليزي، عن طريق استبدال جاموس الماء بالجرارات، فإن معظم صغار المزارعين لم يستفيدوا من هذا التطور التقني.
كان الماليزيون يمتلكون حوالي 0.3% فقط من الشركات الزراعية المشتركة، في مقابل 70.8% يمتلكها أجانب، وأما في الشركات الزراعية غير المشتركة، كان الماليزيون يمتلكون 47.1%. وبالرغم من ذلك، فقد بقي الكثير من الماليزيين يشتركون بأعمال أقل إنتاجية، حتى بعد نهاية الخطة الثانية.

## الصحة
استكملت الخطة الماليزية الثانية مبادرات تحسين مستويات التغذية عن طريق عدد من البرامج. فقد اتجهت الخطة الثانية لزراعة الغذاء المُقيت، وتوزيع الأغذية على المجموعات التي تعاني من مستويات سوء التغذية العالية. وبالرغم من أن برامج الحكومة تلك كانت محكمة ومحددة الهدف، فإنها لم تلقَ النجاح المنشود بسبب الكوادر الطبية غير المدربة.
بالرغم من أن تنظيم الأسرة كان يعتبر هدفاً قومياً منذ عام 1964، فإن جهود الخطة الثانية في بلوغه قد أعيقت بسبب تراخي الحكومة في هذا الشأن. فمعظم النجاح الذي حققته الحكومة بشأن تنظيم الأسرة كان إبان فترة عمل الخطة الأولى (1966، 1970). فقد كانت الحكومة ترمي لإخضاع 600000 مواطن لتقنيات تنظيم الأسرة، بيد أن الكوادر والأماكن المعدة لهذا الهدف كانت ضعيفة للغاية. أضف إلى ذلك أن الحكومة كانت تنظر لتنظيم الأسرة على أنه أمر حساس، الشيء الذي دفعها لتجاهل العمل من أجل تحقيقه. ومن الغريب أن مهاتير محمد، رئيس وزراء ماليزيا الأسبق، أعلن في عام 1984، حين كان عدد السكان يقدر ب12.6 مليون نسمة، تخلي الحكومة عن تبني مشروع تنظيم الأسرة، بوصفه يتعارض مع هدف الحكومة القومي لرفع عدد السكان إلى 70 مليون نسمة، بحلول عام 2100.

## التعليم
بالرغم من أن التعليم في ماليزيا كان دائماً ما ينحى جانباً لحساب إعادة الهيكلة الاجتماعية والاقتصادية، فقد كانت هناك العديد من المشروعات التعليمية خلال فترة عمل الخطة الماليزية الثانية. 
ففي عام 1970 تحولت لغة التعليم، بالمراحل الابتدائية وحتى مراحل التعليم بعد الثانوي، إلى اللغة القومية (لغة ملايو)، بدلاً من اللغة الإنجليزية؛ حيث استبدلت أنظمة الامتحانات البريطانية بأخرى محلية، وطبعت كتب دراسية جديدة بلغة ملايو. وفي نهاية عمل الخطة الثانية، كانت معظم المدارس الإنجليزية قد حولت الدراسة بأول أربع سنين بها لتتبع النظام الماليزي الجديد، الذي يتخذ من لغة ملايو لغة رئيسية في التعليم.
في عام 1973 أسس مركز تطوير المناهج بهدف تنظيم المشروعات التي أسستها قطاعات حكومية مختلفة، لإعادة كتابة المناهج الدراسية. كما بدأ المركز أيضاً بتجديد مناهج العلوم والرياضيات، بالإضافة لتبنيه برامج أخرى لمراجعة مناهج علوم الاجتماع.
سعت الخطة الثانية، كذلك، لتوفير التدريب المهني والتقني. وبالرغم من الجهود التي بذلت، فقد فشلت الحكومة في تعديل المناهج الدراسية التي كانت تهتم بالمعارف العامة، على حساب التدريب المهني والتقني. وقد شيدت العديد من المدارس المهنية والتقنية خلال فترة عمل الخطة الثانية، إلا أن سبع فقط منها كانت قد اكتملت في عام 1975، ومن المعروف أن الهدف الرئيسي من وراء تلك المعاهد المهنية كان إيجاد فرص عمل للشباب.

## النقل
أدركت الحكومة أن النقل وسيلة مهمة من وسائل التنمية والصناعة، فسعت لتحديث شبكة السكك الحديدية بالبلاد؛ بحيث حولت جميع القطارات للعمل بالديزل، كما زادت الحكومة من مخصصات تطوير البنية التحتية لشبكة السكك الحديدية وتطويرها، عن طريق الاهتمام بتطوير عربات القطار، ومتون الطرق وورش الصيانة الحالية.
تطورت الخطوط الجوية إبان فترة عمل الخطة الثانية، التي وضعت بنود بموازنتها لشراء أجهزة ملاحة جديدة، بالإضافة لتدريب طواقم العمل على استخدام تلك المعدات. وقد شهدت الخطة الثانية انقسام الخطوط السنغافورية الجوية إلى الخطوط الجوية الماليزية (MAS) والخطوط الجوية السنغافورية (SIA).
شهدت الخطة أيضاً بداية استخدام الحاويات لتسهيل عمليات نقل البضائع. كانت إدارة الخطة الثانية بالدعوة قد دعت الحكومة لإنشاء شركة قومية للنقل الداخلي، وبالفعل استجابت الحكومة وقامت في عام 1971 بتأسيس الشركة المساهمة القومية المحدودة (Kontena Nasional Berhad). وفي ديسمبر من نفس العام، رست الحاوية م.ف. بينافون (M.V. Benavon)؛ أول حاوية تعمل بماليزيا، بالحوض الشمالي لميناء كلاغ بولاية سلاغور.
خلال فترة عمل الخطة الثانية، كان هناك ميناءان أحدهما بينانق والآخر بكلاغ. لذا دعت إدارة الخطة الثانية لإنشاء ميناءين بشبه الجزيرة الماليزية، أحدهما بولاية جوهر، والآخر بكوانتان، إحدى المدن الكبرى بولاية فهغ. كان الهدف من وراء إنشاء المينائين هو النزول على الطلب المتزايد لاستخدام النقل البحري للبضائع، من جهة، وتنمية الولايات الساحلية التي لم تلحق بقطار التنمية، من جهة أخرى. وقد اكتمل إنشاء ميناء جوهر في عام 1977، بينما بدأ ميناء كوانتان بالعمل بكامل طاقته في عام 1984.

## النتائج والآثار
بنهاية عمل الخطة الثانية، كانت معدلات الفقر قد انخفضت من 49% إلى 43% فقط. بينما انخفضت معدلات البطالة بشكل طفيف، لتصبح 7.4% بدلاً من 7.5%. وبالرغم من أن الخطة الثانية اتخذت عدة خطوات هامة بشأن تمكين عرق البومي بيوترا في القطاع الخاص، فإن نسبة مشاركة البومي بيوترا زادت من 29% إلى 33% في مجال الصناعة، بينما تحولت النسبة من 24% إلى 34% في مجال التجارة. وكذلك زادت نسبة الأسهم التي يمتلكها عرق البومي بيوترا عن الضعف، بحيث قفزت النسبة من 3% ل7.8%. وقد كانت هذه الطفرة في اقتصاد عرق البومي بيوترا، أحد أهداف الخطة الثانية، إلا أنها أغضبت الكثير من السكان الذين لا ينتمون لهذا العرق، خاصة لأن أغلب هذا النجاح حققته شركات الحكومة، التي كانت تعتبر حصص عرق البومي بيوترا، أسهم استئمانية.
كانت الحكومة تهدف لإيصال معدل إجمالي الناتج المحلي إلى 12.5% سنوياً، إلا أنها استطاعت أن تجعل متوسط الناتج القومي المحلي يصل إلى 11% فقط. ومن الملاحظ أن معدلات الناتج القومي دائمة التغير؛ ففي عام 1973 ارتفعت النسبة بشدة لتصل إلى 27%، بيد أنها تراجعت بشدة في عام 1975، بسبب ركود الاقتصاد العالمي، لتبلغ بالكاد 3%.
بالرغم من جهود الحكومة المضنية لحل مشكلة البطالة، والتي تتجلى في خلق 600000 فرصة عمل أثناء فترة عمل الخطة الثانية، فإن عدد العاطلين عن العمل ازداد بشكل ملحوظ ما بين عامي 1970 و1975؛ ففي عام 1970 كان عدد العاطلين عن العمل يقدر ب275000، بينما وصل عددهم إلى 324000 بحلول عام 1975.
في الفترة ما بين عام 1972، وعام 1975، كان لزاماً على الحكومة مواجهة مشكلة التضخم الاقتصادي. ففي تلك الفترة من 1972 إلى 1975، ارتفع مؤشر أسعار المستهلك (CPI) بشكل مفاجئ، بنسبة وصلت 40%. ففي عام 1975، وصل متوسط التضخم الاقتصادي 7% بعد أن كان 18% في عام 1974. وقد لفت هذا المأزق الاقتصادي أنظار الحكومة لمثل هذه المشكلات الطارئة، فأخذت في الاعتبار طرق التصدي لها أثناء وضع برنامج الخطة الماليزية الثالثة (1976-1980)
كان تنوع المحاصيل أحد أهداف الخطة الثانية في مجال الزراعة، وبالرغم من أنها فشلت في الوصول لهدفها في تنشيط صناعة زيت النخيل بماليزيا خلال فترة عمل الخطة، فإنها وضعت حجر الأساس لتلك الصناعة بالبلاد، بحيث صار زيت النخيل ثاني أكبر مساهم بالناتج المحلي الماليزي في عام 1998، تسبقه في القائمة صناعة الإلكترونيات
وبشكل عام، فقد نجحت الخطة الماليزية الثانية، بالمقارنة بسابقاتها، في إزالة التحيز الكائن في الاقتصاد الماليزي؛ والذي كان يفضل الأجانب على الماليزيين. ولأن هذه الخطوة أقلقت الأعراق غير الماليزية الأصل، فقد قامت الحكومة بتخفيف حدة لهجتها في الحديث عن التمييز الإيجابي، مؤكدةً أن الهدف من الخطة الثالثة هو تنمية اقتصاد البلاد بشكل عام، حتى يستفيد منه الجميع.